# 덕고초등학교
덕고초등학교는 대한민국 강원특별자치도 횡성군 횡성읍 정암리 434에 있었던 공립 초등학교이다.

## 연혁
- 1947년 4월 10일 창림국민학교 덕고분교 개교
- 1949년 5월 10일 덕고국민학교로 승격
- 1996년 3월 1일 덕고초등학교로 개칭
- 2009년 3월 1일 횡성초등학교에 통합